# Escut d'Estubeny
L'escut d'Estubeny és un símbol representatiu oficial del municipi d'Estubeny, de la comarca de la Costera, al País Valencià. Té el següent blasonament:
| « | Escut ibèric partit. Al primer quarter, en camper d'argent, una flor de lis d'atzur. Al segon quarter, en camper de gules, un llibre d'or sobremuntat d'una corona radial del mateix metall. Per timbre, una corona reial oberta. | » |

## Història
L'escut va ser aprovat per Resolució de 2 de novembre de 1992, del conseller d'Administració Pública, publicada al DOGV núm. 1.914, de 30 de novembre de 1992.
A la primera partició hi figuren les armes dels Ferriol, antics senyors del poble. Al costat, el senyal de sant Onofre, titular de la parròquia.